# Лозуватська сільська рада (Липовецький район)
| Лозуватська сільська рада — орган місцевого самоврядування у Липовецькому районі Вінницької області з адміністративним центром у c. Лозувата. Сільській раді підпорядковані населені пункти: - c. Лозувата |

## Склад ради
Рада складається з 12 депутатів та голови.

## Керівний склад сільської ради
| ПІБ                       | Основні відомості                                                               | Дата обрання | Дата звільнення |
| ------------------------- | ------------------------------------------------------------------------------- | ------------ | --------------- |
| Шевчук Анатолій Федорович | Сільський голова, 1951 року народження, освіта, член народної партії            | 26.03.2006   | 31.10.2010      |
| Бурячок Тетяна Петрівна   | Сільський голова, 1959 року народження, освіта середня спеціальна, позапартійна | 31.10.2010   |                 |

Примітка: таблиця складена за даними джерела

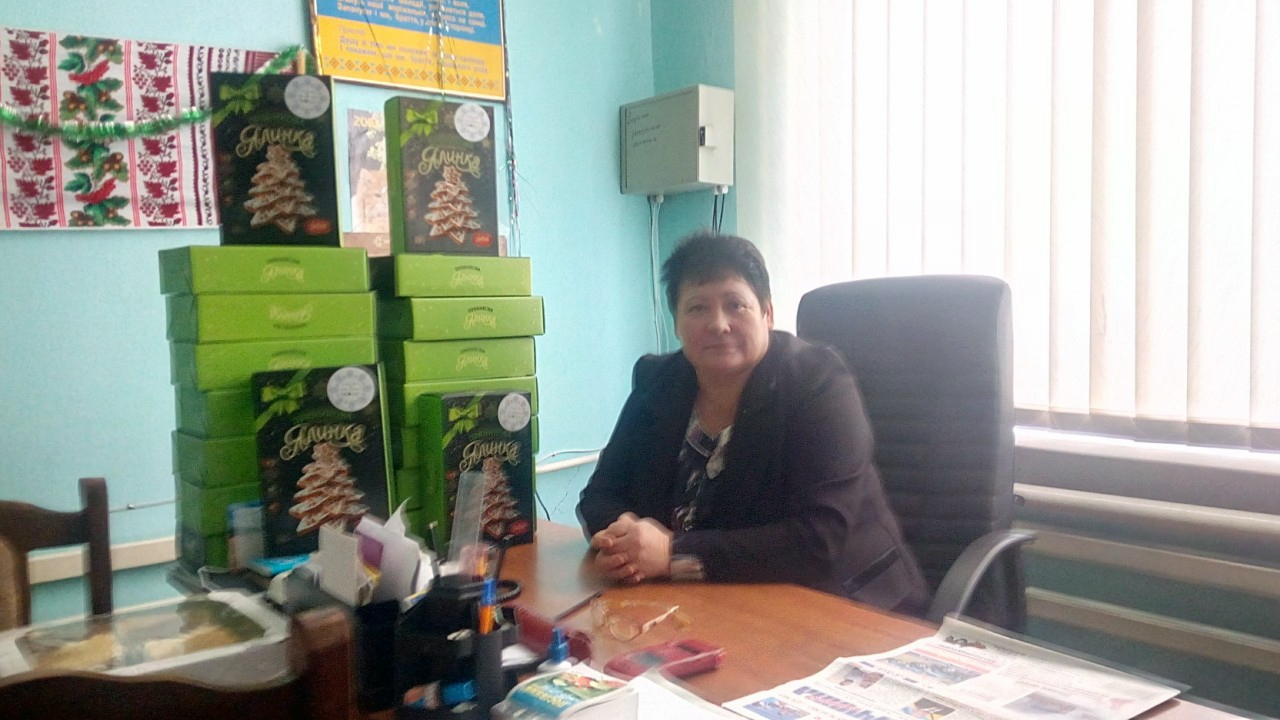
Бурячок Тетяна Петрівна - голова Лозуватської сільської ради